# Breve (segno diacritico)
Il breve (latino brevis) è un segno diacritico ˘, simile a un piccolo semicerchio posto in alto, che serve a indicare le vocali brevi, all'opposto del macron ¯ che indica le vocali lunghe, anche se una convenzione frequentemente utilizzata consiste nell'indicare solo – ma tutte – le vocali lunghe, sottintendendo così che le vocali senza macron sono brevi. Viene utilizzato con questa funzione nei dizionari di latino, greco antico ed altre lingue, tra le quali il tuareg. È abbastanza simile come forma al segno del caron o háček, con la differenza che il caron ha una forma angolata mentre il breve è arrotondato: è possibile farsi una idea della diversità dei due segni confrontando Ǎ ǎ Ě ě Ǐ ǐ Ǒ ǒ Ǔ ǔ (caron) con Ă ă Ĕ ĕ Ĭ ĭ Ŏ ŏ Ŭ ŭ (breve).
Nell'alfabeto cirillico, il breve è usato per la Й (I breve). Nel bielorusso, è usato sia nella lettera cirillica Ў (U breve) che nella latina (Łacinka) Ŭ. Ў era anche usata nell'uzbeko cirillico nel periodo dell'Unione sovietica. Nella lingua ciuvascia il breve è usato sulle lettere cirilliche Ӑ (A breve) e Ӗ (Ye breve).
In altre lingue è usato per scopi diversi. In romeno è usato sulla A per rappresentare la vocale scevà (ə), come in măr (mela). Nell'esperanto può essere usato sulla U per ottenere la U non sillabica, simile alla W inglese come suono. La G breve esiste negli alfabeti azero, tartaro e turco. In turco, Ğ/ğ allungano le vocali che li precedono. Possono essere posti tra due vocali e sono mute nel turco standard, ma possono venir pronunciati come /g/ in alcuni dialetti regionali o varianti vicine al turco ottomano.
Il breve, insieme al corno e all'accento circonflesso, viene usato nella lingua vietnamita per rappresentare delle vocali addizionali.
L'interlingua non ha segni diacritici, perciò il breve compare solo occasionalmente nel caso di prestiti. Da notare che il pinyin usa il caron, non il breve, per indicare il terzo tono del cinese mandarino. McCune-Reischauer usa il breve, non il caron, sulla o e sulla u per indicare l'hangŭl ㅓ e ㅡ.

## Codifiche del breve
Unicode e entity numeriche HTML per le lettere con il breve.
| Nome                  | Lettera | Unicode       | HTML Entity     |        |
| Latino                | Latino  | Latino        | Latino          | Latino |
| --------------------- | ------- | ------------- | --------------- | ------ |
| A breve               | Ă ă     | U+0102 U+0103 | &#258; &#259;   |        |
| E breve               | Ĕ ĕ     | U+0114 U+0115 | &#276; &#277;   |        |
| I breve               | Ĭ ĭ     | U+012C U+012D | &#300; &#301;   |        |
| O breve               | Ŏ ŏ     | U+014E U+014F | &#334; &#335;   |        |
| U breve               | Ŭ ŭ     | U+016C U+016D | &#364; &#365;   |        |
| Azero, tartaro, turco |         |               |                 |        |
| G breve               | Ğ ğ     | U+011E U+011F | &#286; &#287;   |        |
| Vietnamita            |         |               |                 |        |
| A-Sắc-breve           | Ắ ắ     | U+1EAE U+1EAF | &#7854; &#7855; |        |
| A-Huyền-breve         | Ằ ằ     | U+1EB0 U+1EB1 | &#7856; &#7857; |        |
| A-Hỏi-breve           | Ẳ ẳ     | U+1EB2 U+1EB3 | &#7858; &#7859; |        |
| A-Ngã-breve           | Ẵ ẵ     | U+1EB4 U+1EB5 | &#7860; &#7861; |        |
| A-Nặng-breve          | Ặ ặ     | U+1EB6 U+1EB7 | &#7862; &#7863; |        |
| Cirillico             |         |               |                 |        |
| I breve               | Й й     | U+0419 U+0439 | &#1049; &#1081; |        |
| U breve               | Ў ў     | U+040E U+045E | &#1038; &#1118; |        |
| A-breve               | Ӑ ӑ     | U+04D0 U+04D1 | &#1232; &#1233; |        |
| Ye-breve              | Ӗ ӗ     | U+04D6 U+04D7 | &#1238; &#1239; |        |